# Nikola Bižaca
Nikola Bižaca (Postira, 1949.), teolog, prof. emeritus splitskoga Sveučilišta. Svoje filozofsko-teološke studije započeo je na Teologiji u Splitu, a dovršio na Teološkom fakultetu sveučilišta Gregoriana u Rimu. Doktorski studij specijalizacije iz temeljnog bogoslovlja na istom je sveučilištu završio doktoratom iz teologije. Od 1981. predaje predmete iz povijesti religija, teologije religija i dogmatskog bogoslovlja ponajprije na Teologiji u Splitu, područnom studiju Katoličkoga bogoslovnog fakulteta u Zagrebu. Od 1999. godine do danas svoju znanstveno-nastavnu djelatnost nastavlja na Teološkom fakultetu Sveučilišta u Splitu. U središtu njegovih istraživanja su teologija religija i teologija stvaranja. S tih tematskih područja objavio je više znanstvenih i stručnih studija i članaka. Djela: Ususret bratskom putovanju, Ogledi iz teologije religija i dr.